# Віктор Кушніренко
Віктор Кушніренко (рум. Victor Cușnirenco; рос. Виктор Кушниренко; нар. 22 жовтня 1949, с. Берьозки, Аненій-Нойський район, нині Республіка Молдова) — літературознавець-пушкініст, історик літератури, письменник, публіцист, радянський і молдовський журналіст і редактор.

## Біографія
Народився в селі Берьозки Аненій-Нойського району Молдавської РСР (нині Республіка Молдова) в родині українців. У 1968-1969 роках служив у радянській армії в підмосковній Електросталі. Паралельно активно друкувався в газеті Московського військового округу Військ ППО «На боевом посту». У 1970-1975 рр. – студент філологічного факультету Кишинівського державного університету, який закінчив за спеціальністю філолог, викладач російської мови та літератури. З 1972 року — співробітник багатотиражної газети «Кишиневский университет», позаштатний кореспондент газет «Вечірній Кишинів», «Молодь Молдавії», редакції молдовського телебачення. У 1973 році видавав прес-бюлетені Фестивалю Союзу Радянської Молоді, що проходив у Кишиневі. Друкувався також у комсомольській літературі 1979—1981 років.
У 1980 році став заступником редактора газети «Tineretul Moldovei». З 1985 року працював заступником редактора газети «Народное образование». У 1995-1999 роках був заступником головного редактора, потім головним редактором газети «Земля и люди», одночасно редактором газети «Эхо Кишинёва» («Ехо Кишинева»).
У 2000 році йому було присвоєно звання «Заслужена людина» Республіки Молдова. У 2000-2015 роках був головним редактором видавництва «Вектор». Написав серію підручників російської мови та літератури для 1-9 класів шкіл з російською та молдовською мовами. У 2007 році нагороджений медаллю Пушкіна Російської Федерації. Працював ученим секретарем Будинку-музею Пушкіна у Кишиневі. У 2019 році нагороджений медаллю «Громадянські заслуги».